# Bryce Harper
Bryce Aron Max Harper (ur. 16 października 1992) – amerykański baseballista występujący na pozycji zapolowego w Philadelphia Phillies.

## Przebieg kariery

### Washington Nationals
Harper został wybrany w drafcie 2010 roku w 1. rundzie z numer pierwszym przez Washington Nationals i podpisał pięcioletni kontrakt z tym klubem wart 9,9 milionów dolarów. Zawodową karierę rozpoczynał w klubach farmerskich Nationals, między innymi w Syracuse Chiefs. Po tym jak Ryan Zimmerman został wpisany na listę kontuzjowanych, Harper dostał powołanie do składu Nationals i 28 kwietnia 2012 zadebiutował w Major League Baseball w meczu przeciwko Los Angeles Dodgers.
W lipcu 2012 roku po raz pierwszy wystąpił w Meczu Gwiazd zawodowej ligi MLB w wieku 19 lat i jednocześnie stał się trzecim najmłodszym uczestnikiem All–Star Game w historii. W sezonie 2012 został wybrany najlepszym debiutantem w National League. W sierpniu 2014 został powołany do składu Major League All-Star na tournée do Japonii, które odbyło się w dniach 11–20 listopada 2014.
W 2015 został pierwszym zawodnikiem Washington Nationals, którego wybrano najbardziej wartościowym zawodnikiem w National League. 14 kwietnia 2016 w meczu przeciwko Atlanta Braves zdobył swojego pierwszego grand slama. Był to również jego 100. home run w MLB. 8 maja 2016 w spotkaniu z Chicago Cubs wyrównał rekord ligi, zaliczając sześć baz za darmo.

### Philadelphia Phillies
2 marca 2019 podpisał 13-letni kontrakt wart 330 milionów dolarów.

## Nagrody i wyróżnienia
| Nagroda/wyróżnienie         | Lata                               | Źródło |
| MVP National League         | 2015                               | [ 9 ]  |
| 6× All-Star                 | 2012, 2013, 2015, 2016, 2017, 2018 | [ 1 ]  |
| NL Rookie of the Year Award | 2012                               | [ 7 ]  |
| Silver Slugger Award        | 2015                               | [ 1 ]  |
| Hank Aaron Award            | 2015                               | [ 1 ]  |